# Locair

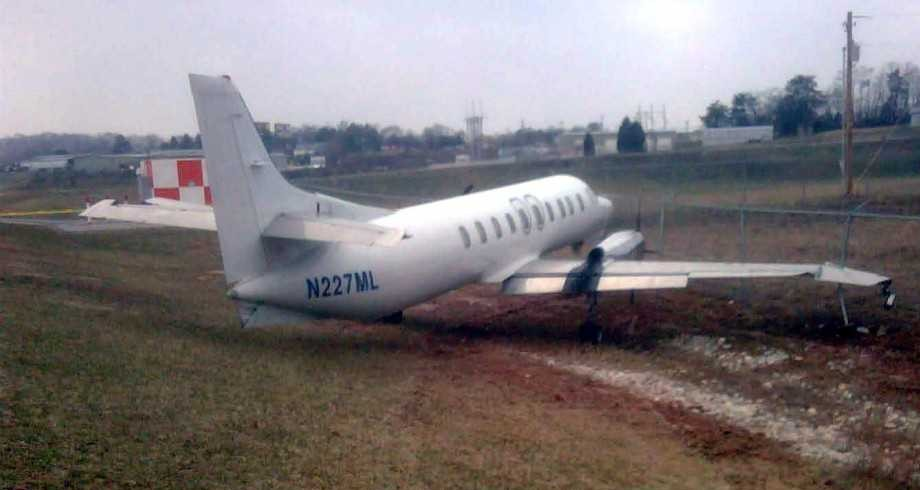
Restos del N227ML de Locair

Locair fue una aerolínea chárter estadounidense de la Parte 135 de la FAR con sede en el condado no incorporado de Broward, Florida, cerca de Fort Lauderdale. Fundada en 1993, la aerolínea se especializó en vuelos chárter de carga y pasajeros alrededor de Florida, Bahamas y Cuba. La aerolínea es única porque es una aerolínea de taxi aéreo bajo demanda Parte 135 de la FAA y tiene autoridad programada para operaciones en las Bahamas, lo que le permite programar vuelos y ofrecer reservas en línea, a diferencia de otros operadores chárter en Florida. La aerolínea ha dicho que no excederá su autoridad operativa otorgada por el Departamento de Transporte de los Estados Unidos y la FAA (no más de 4 vuelos por semana entre dos puntos).
Locair proporcionó servicios en nombre de Air Azul como parte del Programa de Servicio Aéreo Esencial del Departamento de Transporte de los Estados Unidos entre Nashville y Somerset. Este acuerdo finalizó el 20 de marzo debido a problemas regulatorios en torno al uso del nombre "Air Azul", y Locair cambiará el nombre de los vuelos a Locair para satisfacer una solicitud de JetBlue y el DOT en la que Air Azul vendía boletos al público sin una presentación DOT 380 adecuada y un acuerdo firmado con Locair. Esa fecha marca el primer vuelo cancelado por Locair. Luego, Locair llenó un vacío al unir Ft. Lauderdale y el Aeropuerto Stella Maris Stella Maris, Long Island, una isla en las Bahamas sin servicio aéreo directo o sin escalas a los Estados Unidos debido a la longitud del vuelo, a fines de 2009. Los vuelos eran operados dos veces por semana y los servicios desde Ft Lauderdale a Marsh Harbour y Treasure Cay también comenzaron ese año.
Locair ha tenido éxito en unir Somerset, Kentucky con el área de Washington D. C. con vuelos tanto a Baltimore como a Washington Dulles, operando como un taxi aéreo DOT Parte 298. A partir del 19 de febrero de 2010, Locair ya no vuela desde Somerset, Kentucky.
Locair fue vendida en 2010 a nuevos propietarios con la esperanza de expandirse a las Bahamas y cambiar el nombre de la aerolínea a Starfish Airlines. Sin embargo, los nuevos propietarios no tuvieron éxito y finalmente la aerolínea cerró definitivamente.[cita requerida]

## Destinos anteriores
- Somerset, Kentucky (Aeropuerto Regional de Lake Cumberland) [3]
- Marsh Harbour, Ábaco (Aeropuerto de Marsh Harbour)
- Stella Maris, Long Island (Aeropuerto Stella Maris)
- Treasure Cay, Ábaco  (Aeropuerto de Treasure Cay)
- Baltimore, Maryland (Aeropuerto Internacional de Baltimore/Washington)
- Fort Lauderdale, Florida (Aeropuerto Internacional de Fort Lauderdale-Hollywood)
- San Petersburgo/Clearwater (Aeropuerto Internacional de San Petersburgo-Clearwater

## Flota
- 1 Fairchild Metro II[4]
- 1 Fairchild Metro III[4]